# Гоберман, Лев Соломонович
Лев Соломонович Гоберман (15 августа 1892, Житковичи — 10 августа 1959, Москва) — военный ветеринар, генерал-майор СССР.

## Биография
Родился в 1892 году в местечке Туров в семье служащего. В 1911 году выпустился из гимназии. В 1916 году окончил Варшавский ветеринарный институт.
Поступил на службу в 1919 году. Был участником Гражданской войны (1919—1920 гг). Был начальником ветеринарной службы кавалерийского корпуса, пожще — армии. В 1936 году получил звание бригветврача.
До Великой Отечественной войны Гоберман руководил кафедрой ветеринарной академии РККА.
С 1939 по 1941 годы был начальником ветеринарного отдела Кавказского военного округа.
Во время Великой Отечественной войны Гоберман руководил ветеринарными службами Юго-Западного и Волховского фронтов. В 1943 году получил звание генерал-майора.
Во время прорыва блокады Ленинграда Лев Гоберман активно лечил животных, преимущественно лошадей и был награждён орденом Красной Звезды. С 1944 по 1949 гг служил заместителем начальника ветеринарной службы РККА.
Умер в Москве в 1959 году, похоронен на Введенском кладбище.

## Награды
- Медаль «За оборону Ленинграда» (1942 г.).
- Орден Отечественной войны I степени (1944 г.)[5].
- Орден Красного Знамени (1944 г.)[5].
- Медаль «За победу над Германией в Великой Отечественной войне 1941—1945 гг.»[7].
- Орден Красной Звезды[6].
- Орден Ленина (1945 г.)[8].